# Barreja de Gilbreath
La barreja de Gilbreath és una forma de barrejar una baralla de cartes, anomenada així en honor del matemàtic Norman L. Gilbreath. Aquest principi descriu les propietats d'un paquet que són preservades per aquest tipus de barreja. Una permutació de Gilbreath és una permutació que es pot formar mitjançant una barreja de Gilbreath.

## Descripciò
Una barreja de Gilbreath consisteix en dos passos:
- Pelar (passar cartes una a una, tot deixant-les al cim del nou piló) qualsevol nombre de cartes del cim del paquet cap a un nou piló de cartes.
- Fer una barreja americana de tots dos pilons

Difereix de la pràctica més habitual de tallar un paquet i després aplicar-hi una barreja americana, ja que el fet d'anar pelant les cartes primer fa que s'inverteixi l'ordre de les cartes en formar el segon piló, mentre que fer senzillament un tall del paquet original no les inverteix.

## Principi de Gilbreath
Malgrat que sembla que resulti una barreja aleatòria, les barreges de Gilbreath mantenen moltes propietats del paquet inicial. Per exemple, si al paquet inicial les cartes tenen colors alternats (una vermella i una negra), llavors en aplicar una barreja de Gilbreath el paquet resultant tindrà la propietat següent: en cada parella de cartes una serà negra i una altra vermella, encara que no es pot predir el seu ordre.
Igualment, si un paquet de cartes s'ordena seguint un ordre preestablert de pals, que es repeteix de forma cíclica cada quatre cartes, en aplicar-hi una barreja de Gilbreath el paquet resultant conté grups de quatre cartes on hi ha una carta de cada pal (l'ordre resultant sí que és aleatori).
El principi de Gilbreath és la base de molts de jocs de cartes.